# David Aebischer
David Aebischer (* 7. února 1978) je bývalý švýcarský hokejový brankář, který odchytal přes 200 zápasů v National Hockey League, převážně v dresu Colarada Avalanche.

## Kariéra

### Klubová kariéra
Draftován do NHL byl v roce 1997 z celkově 161. místa týmem Colorado Avalanche. V další sezóně již opustil švýcarskou ligu a odešel do Severní Ameriky, kde působil nejprve v ECHL, později v American Hockey League v Hershey Bears, farmářském týmu Colorada. Poté, co Colorado v létě 2000 vyměnilo svého druhého brankáře Marca Denise do Columbus Blue Jackets, povolalo Aebischera do prvního týmu, aby dělal náhradníka jasné týmové jedničce Patricku Royovi. Ve své první sezóně odchytal 26 utkání, v play-off se sice objevil jen symbolicky, ale jeho tým vybojoval Stanley Cup a stal se tak jeho prvním švýcarským držitelem. V následujících dvou letech zůstal v pozici brankářské dvojky a když v roce 2003 ukončil Patrick Roy kariéru, stal se David Aebischer v Coloradu prvním brankářem. V sezóně 2003/2004 z 62 utkání vychytal 32 vítězství a dovedl tým do druhého kola play-off.
O rok později se NHL nehrála a tak působil ve Švýcarsku v týmu HC Lugano. Ve Spenglerově poháru odchytal tři zápasy za pražský celek HC Sparta Praha. Po výluce se vrátil do Colorada, avšak nedostal se do své dřívější formy a byl v rozehrané sezóně vyměněn do Montreal Canadiens. Tam odehrál také sezónu 2006/2007 a dělal náhradníka Cristobalu Huetovi. Klub však dále o něj neměl zájem a neprodloužil mu smlouvu. Aebischer před sezónou 2007/2008 podepsal jednoletý kontrakt s Phoenix Coyotes, neprosadil se však do prvního týmu a hrál na farmě v San Antonio Rampage. Odtud byl uvolněn do Švýcarska opět do HC Lugano, kde měl smlouvu do roku 2012. S výjimkou sezóny 2011/12, kterou odehrál za farmu Winnipegu Jets v St. John's, hrál už pouze ve Švýcarsku a to za SC Rapperswil-Jona Lakers v NLA a za HC Thurgau v NLB, kde ve své poslední sezóně nastoupil k pěti utkáním, než v lednu 2015 oznámil konec kariéry.

### Reprezentace
Švýcarsko reprezentoval na mistrovství světa juniorů 1997, na stejném turnaji o rok později pomohl k zisku historické bronzové medaile pro Švýcarsko, když v zápase o bronz porazili Českou republiku. Vysloužil si nominaci na mistrovství světa dospělých 1998, kde přispěl k úspěšnému vystoupení a zisku čtvrtého místa. Na mistrovství světa hrál celkem pětkrát a také si zahrál na olympijských hrách v letech 2002 a 2006.

## Ocenění a úspěchy
- 1998 MSJ - All-Star Tým
- 1998 MSJ - Nejlepší branář
- 2003 NHL - YoungStars Roster

## Prvenství
- Debut v NHL - 18. října 2000 (Columbus Blue Jackets proti Colorado Avalanche)
- První inkasovaný gól v NHL - 18. října 2000 (Columbus Blue Jackets proti Colorado Avalanche, kanadským útočníkem Tyler Wright)
- První vychytaná nula v NHL - 26. října 2000 (Chicago Blackhawks proti Colorado Avalanche)

## Statistiky

### Základní části
| Sezona       | Tým                       | Liga         | Z   | V   | P  | R  | Pvp | MIN    | OG  | ČK | POG  | %ChS |
| ------------ | ------------------------- | ------------ | --- | --- | -- | -- | --- | ------ | --- | -- | ---- | ---- |
| 1996–97      | HC Fribourg–Gottéron      | NDA          | 10  | —   | —  | —  | —   | 577    | 34  | 0  | 3.54 | —    |
| 1997–98      | Chesapeake Icebreakers    | ECHL         | 17  | 5   | 7  | 2  | —   | 930    | 52  | 0  | 3.35 | .897 |
| 1997–98      | Wheeling Nailers          | ECHL         | 10  | 5   | 3  | 1  | —   | 564    | 30  | 1  | 3.19 | .858 |
| 1997–98      | Hershey Bears             | AHL          | 2   | 0   | 0  | 1  | —   | 79     | 5   | 0  | 3.76 | .853 |
| 1997–98      | HC Fribourg–Gottéron      | NDA          | 1   | 1   | 0  | 0  | —   | 60     | 1   | 0  | 1.00 | —    |
| 1998–99      | Hershey Bears             | AHL          | 38  | 17  | 10 | 5  | —   | 1932   | 79  | 2  | 2.45 | .920 |
| 1999–00      | Hershey Bears             | AHL          | 58  | 29  | 23 | 2  | —   | 3259   | 180 | 1  | 3.31 | .902 |
| 2000–01      | Colorado Avalanche        | NHL          | 26  | 12  | 7  | 3  | —   | 1393   | 52  | 3  | 2.24 | .903 |
| 2001–02      | Colorado Avalanche        | NHL          | 21  | 13  | 6  | 0  | —   | 1184   | 37  | 2  | 1.88 | .931 |
| 2002–03      | Colorado Avalanche        | NHL          | 22  | 7   | 12 | 0  | —   | 1235   | 50  | 1  | 2.43 | .916 |
| 2003–04      | Colorado Avalanche        | NHL          | 62  | 32  | 19 | 9  | —   | 3703   | 129 | 4  | 2.09 | .924 |
| 2004–05      | HC Lugano                 | NLA          | 18  | 12  | 2  | 3  | —   | 1019   | 41  | 0  | 2.41 | .933 |
| 2005–06      | Colorado Avalanche        | NHL          | 43  | 25  | 14 | —  | 2   | 2477   | 123 | 3  | 2.98 | .900 |
| 2005–06      | Montreal Canadiens        | NHL          | 7   | 4   | 3  | —  | 0   | 418    | 26  | 0  | 3.73 | .892 |
| 2006–07      | Montreal Canadiens        | NHL          | 32  | 13  | 12 | —  | 3   | 1760   | 93  | 0  | 3.17 | .900 |
| 2007–08      | Phoenix Coyotes           | NHL          | 1   | 0   | 1  | —  | 0   | 60     | 3   | 0  | 3.00 | .909 |
| 2007–08      | San Antonio Rampage       | AHL          | 5   | 2   | 3  | —  | 0   | 302    | 13  | 0  | 2.58 | .898 |
| 2007–08      | HC Lugano                 | NLA          | 26  | 12  | 14 | —  | —   | 1576   | 69  | 2  | 2.63 | .921 |
| 2008–09      | HC Lugano                 | NLA          | 49  | 27  | 22 | —  | —   | 2953   | 140 | 2  | 2.84 | .923 |
| 2009–10      | HC Lugano                 | NLA          | 48  | 23  | 24 | —  | —   | 2897   | 156 | 2  | 3.23 | .916 |
| 2010–11      | HC Lugano                 | NLA          | 35  | 10  | 18 | —  | 3   | 2038   | 109 | 3  | 3.21 | .872 |
| 2011–12      | St. John's IceCaps        | AHL          | 31  | 15  | 12 | —  | 2   | 1722   | 82  | 1  | 2.86 | .895 |
| 2012–13      | SC Rapperswil-Jona Lakers | NLA          | 40  | 13  | 21 | —  | 1   | 2256   | 146 | 2  | 3.88 | .897 |
| 2013–14      | SC Rapperswil-Jona Lakers | NLA          | 43  | 9   | 28 | —  | 3   | 2364   | 148 | 0  | 3.76 | .872 |
| 2014–15      | HC Thurgau                | NLB          | 5   | 0   | 5  | —  | 0   | —      | —   | 0  | 4.93 | .856 |
| Celkem v NHL | Celkem v NHL              | Celkem v NHL | 214 | 106 | 74 | 12 | 5   | 12,230 | 513 | 13 | 2.52 | .912 |

### Play-off
| Sezona       | Tým                  | Liga         | Z  | V | P | MIN | OG | ČK | POG  | %ChS |
| ------------ | -------------------- | ------------ | -- | - | - | --- | -- | -- | ---- | ---- |
| 1996–97      | HC Fribourg–Gottéron | NDA          | 3  | 1 | 2 | 184 | 13 | 0  | 4.24 | —    |
| 1997–98      | HC Fribourg–Gottéron | NDA          | 4  | — | — | 240 | 17 | —  | 4.25 | —    |
| 1998–99      | Hershey Bears        | AHL          | 3  | 1 | 2 | 152 | 6  | 0  | 2.37 | .925 |
| 1999–00      | Hershey Bears        | AHL          | 14 | 7 | 6 | 788 | 40 | 2  | 3.05 | .917 |
| 2000–01      | Colorado Avalanche   | NHL          | 1  | 0 | 0 | 1   | 0  | 0  | 0.00 | —    |
| 2001–02      | Colorado Avalanche   | NHL          | 1  | 0 | 0 | 34  | 1  | 0  | 1.79 | .929 |
| 2003–04      | Colorado Avalanche   | NHL          | 11 | 6 | 5 | 662 | 23 | 1  | 2.08 | .922 |
| 2004–05      | HC Lugano            | NLA          | 4  | 1 | 3 | 240 | 10 | 0  | 2.50 | .939 |
| 2008–09      | HC Lugano            | NLA          | 7  | 3 | 4 | 452 | 26 | 0  | 3.45 | .895 |
| 2009–10      | HC Lugano            | NLA          | 4  | 0 | 4 | 240 | 22 | 0  | 5.50 | .836 |
| 2011–12      | St. John's IceCaps   | AHL          | 1  | 0 | 0 | 26  | 2  | 0  | 4.56 | .833 |
| Celkem v NHL | Celkem v NHL         | Celkem v NHL | 13 | 6 | 5 | 697 | 24 | 1  | 2.07 | .922 |

### Reprezentace
| Rok                       | Tým                       | Soutěž                    | Z  | V | P  | R | MIN  | OG | ČK | POG  | %ChS |
| ------------------------- | ------------------------- | ------------------------- | -- | - | -- | - | ---- | -- | -- | ---- | ---- |
| 1996                      | Švýcarsko 18              | MEJ                       | 5  | — | —  | — | —    | —  | —  | 3.95 | .884 |
| 1997                      | Švýcarsko 20              | MSJ                       | 5  | 3 | 1  | 1 | 300  | 10 | 0  | 2.00 | .917 |
| 1998                      | Švýcarsko 20              | MSJ                       | 6  | 4 | 2  | 0 | 379  | 10 | 0  | 1.58 | .951 |
| 1998                      | Švýcarsko                 | MS                        | 7  | 2 | 4  | 1 | 376  | 18 | 0  | 2.87 | .895 |
| 1999                      | Švýcarsko                 | MS                        | 4  | 1 | 3  | 0 | 173  | 13 | 1  | 4.51 | .833 |
| 2002                      | Švýcarsko                 | OH                        | 2  | 1 | 0  | 0 | 81   | 6  | 0  | 4.44 | .806 |
| 2005                      | Švýcarsko                 | MS                        | 1  | 0 | 0  | 1 | 60   | 3  | 0  | 3.00 | .903 |
| 2006                      | Švýcarsko                 | OH                        | 4  | 1 | 0  | 2 | 200  | 7  | 0  | 2.10 | .940 |
| 2006                      | Švýcarsko                 | MS                        | 6  | 2 | 2  | 2 | 359  | 16 | 0  | 2.67 | .882 |
| 2007                      | Švýcarsko                 | MS                        | 1  | 0 | 1  | 0 | 60   | 6  | 0  | 6.00 | .793 |
| Seniorská kariéra celkově | Seniorská kariéra celkově | Seniorská kariéra celkově | 25 | 7 | 10 | 6 | 1309 | 69 | 1  | 3.16 | .876 |